# 拉斯穆斯·米尔格伦
拉斯穆斯·米尔格伦（瑞典語：Rasmus Myrgren，1978年11月25日—），瑞典男子帆船运动员。他曾代表瑞典参加2008年和2012年夏季奥林匹克运动会帆船比赛，其中2012年奥运会获得一枚铜牌。